# Hiroaki Morišima
Hiroaki Morišima (* 30. dubna 1972) je bývalý japonský fotbalista.

## Reprezentační kariéra
Hiroaki Morišima odehrál 64 reprezentačních utkání. S japonskou reprezentací se zúčastnil Mistrovství světa 1998 a Mistrovství světa 2002.

## Statistiky
| Japonsko | Japonsko | Japonsko |
| Roky     | Záp.     | Góly     |
| -------- | -------- | -------- |
| 1995     | 9        | 0        |
| 1996     | 11       | 2        |
| 1997     | 14       | 5        |
| 1998     | 3        | 0        |
| 1999     | 0        | 0        |
| 2000     | 10       | 3        |
| 2001     | 9        | 1        |
| 2002     | 8        | 1        |
| Celkem   | 64       | 12       |